# Wilhelm Steinitz
Wilhelm Steinitz (14 de maig de 1836 a Praga, Imperi Austríac – 12 d'agost de 1900 a Nova York) fou un jugador d'escacs austrohongarès (que es va nacionalitzar estatunidenc l'any 1888 tot canviant-se el nom per William). Va ser el primer campió del món oficial d'escacs. És considerat el pare dels escacs moderns, i un dels millors jugadors de tots els temps.

## Biografia i pensament
Va ser seguidor de les tesis de Philidor pel que fa als peons i llur estructura, considerava que els escacs podrien esdevenir científics, i donava la importància més gran als peons que podien convertir-se en dama o una altra peça per donar la victòria.
Va ser anomenat "el Morphy austríac" pel seu estil actiu, la seua importància comença l'any 1860, sis anys després, el 1866 venç a Adolf Anderssen (+8-6=0), aleshores després de la retirada de Paul Morphy és considerat el millor jugador del món. El 1870 fou segon al Torneig de Baden-Baden, considerat el més fort de la història fins al moment (el campió fou Adolf Anderssen).
La seua victòria a Viena el 1873 i el gran triomf sobre Joseph Henry Blackburne per 7 a 0 sense cap taules el 1874 el va afirmar com a millor del món un estatus que encara mantenia quan va guanyar el torneig de Viena de 1882 (empatat amb Szymon Winawer).
Va emigrar als Estats Units d'Amèrica i va fundar el The International Chess Magazine en el qual durant alguns anys va exposar les seues troballes escaquístiques. Va considerar que el rei era una peça d'atac, cosa que avui està posada en dubte.
Va ser el primer campió del món oficial en vèncer Johannes Zukertort per (+10-5=5), en aquella època el campió triava el seu contrincant i va batre dues vegades el rus Mikhaïl Txigorin (+10-7=1) el 1889 i (+10-8=4) el 1892.
Més tard va perdre el seu títol en jugar contra Emanuel Lasker per cinc victòries a deu i quatre taules, en la revenja fou apallissat.
Després als seus darrers anys va jugar encara un curt temps a alt nivell, però les forces ja no l'acompanyaven, així al Torneig de Viena 1898 (Kaiser-Jubiläumsturnier) hi fou 4t (el campió fou Siegbert Tarrasch), i al torneig de Londres de 1899 va ser la primera vegada en la seua vida que va quedar fora de la llista dels primers.
Va morir com un captaire a Nova York en la més gran de les pobreses.

## Aportacions als escacs
El seu estil va marcar la fi de l'època de l'atac a ultrança, que no respectava les bases posteriorment fixades com a més ortodoxes del joc. No era el més important per a aquest jugador buscar el mat, sinó que calia preparar amb paciència la consecució de la partida, tot adoptant un pla, i buscant els punts febles de la posició del contrincant. Tot i això, podia arribar a fer partides d'una gran bellesa combinatòria.
En les obertures, destaquen les seves aportacions a la Ruy López, amb la defensa Steinitz diferida: 1.e4-e5; 2.Cf3-Cc6; 3Ab5-d6; i 1.e4-e5; 2.Cf3-Cc6; 3.Ab5-a6; 4Aa4-d6.
A la defensa francesa: 1.e4-e6; 2.d4-d5; 3.Cc3-Cf6; 4.e5-Cfd7.
A l'obertura vienesa el gambit Steinitz, tot i que actualment és una mica dubtós: 1.e4-e5; 2.Cc3-Cc6; 3-f4-exf4; 4d4?!-Dh4+; 5.Re2. En aquesta obertura es considera actualment que el rei pot defensar la posició blanca tot i la manca d'enroc, a causa de la supremacia en el centre.